# Lena (odrůda révy vinné)
Lena (zkratka Le) je odrůda révy vinné (Vitis vinifera), která byla vyšlechtěna roku 2001 v České repuplice, kříženec odrůd Lipovina (Hárslevelü) a Irsai Oliver.

## Popis
Réva vinná (Vitis vinifera) odrůda Lena je jednodomá dřevitá pnoucí liána dorůstající v kultuře až několika metrů. Kmen tloušťky až několik centimetrů je pokryt světlou borkou, která se loupe v pruzích. Úponky umožňují této rostlině pnout se po tvrdých předmětech. Růst je středně bujný až bujný s polovzpřímenými letorosty.
List je malý až střední, tmavozelený, tvar čepele je pětiúhelníkový, pětilaločnatý se středně hlubokými až hlubokými horními bočními výkroji. Vrchní strana listu je velmi slabě až slabě puchýřnatá. Řapíkový výkroj je lyrovitý, otevřený, řapík je středně dlouhý, narůžovělý.
Oboupohlavní pětičetné květy v hroznovitých květenstvích jsou žlutozelené, samosprašné. Plodem je středně velká, kulatá bobule žlutozelené barvy, s tečkou na líčku. Dužina je rozplývavá, muškátové chuti. Hrozen je středně velký až velký (150 g), středně hustý, dlouhý, kónický, s křidélky a se středně dlouhou stopkou.

## Původ a rozšíření
Lena, moštová odrůda vinné révy (Vitis vinifera), vznikla v roce 2001 ve Šlechtitelské vinařské stanici v Perné prací šlechtitelů Ing. F. Zatloukala a Ing. L. Michlovského z křížení odrůd Lipovina (Hárslevelü) a Irsai Oliver. Šlechtitelský název je (LI x IO) PE 2/67. Do Státní odrůdové knihy ČR byla zapsána roku 2001. Roku 2007 se pěstovala na pouhých 0,4 ha na Moravě, v pokusných výsadbách. Udržovatelem odrůdy je Ing. Miloš Michlovský, CSc., odrůda je právně chráněna.

## Název
Lena je ženské křestní jméno, méně užívaná obdoba či domácí podoba jména Lenka. Podle českého kalendáře slaví svátek 21. února. Ženská jména jsou velmi často užívanými názvy odrůd révy, namátkou lze jmenovat odrůdy Bianca, Judit, Paula, Zorka atd.

## Pěstování
Odrůda je vhodná pro obě vinařské oblasti ČR, pro pěstování v okrajových vinařských oblastech, do většiny poloh s výjimkou poloh s častým výskytem jarních mrazíků. Nevyžaduje zvláštní způsob vedení, vhodné jsou podnože SO-4, Cr 2, 125 AA. Výnos je středně vysoký, 7–11 t/ha při cukernatosti 17–22 °NM a aciditě 6–8 g/l. Ve zkouškách pro registraci bylo dosaženo v tříletém průměru 6,5 t/ha při cukernatosti 20 °NM.

### Fenologie
Doba rašení oček je velmi raná, odrůda kvete raně, bobule měknou koncem července, hrozny dozrávají a sklízí se v polovině září.

### Choroby a škůdci
Proti napadení houbovými chorobami je odrůda méně odolná až středně odolná. Proti poškození zimními i jarními mrazy je méně odolná.

### Půdy
Vyhovují ji svahovité pozemky na většině půd, výsušné a písčité půdy jsou méně vhodné, vhodnější jsou hlinité a hlinitopísčité.

## Charakteristika vína
Pro zpracování hroznů je vhodná přísně reduktivní technologie, ta zachová výrazné muškátové aroma a zároveň i obsah kyselin. V příznivých lokalitách má mošt často vysokou cukernatost. Víno má světle žlutou barvu, je lehké, jemně aromatické, příjemné chuti a vůně, vhodné k používání do směsí s ostatními víny. Aroma je podobné vínům Irsai Oliver, obohacené je navíc jemně kořenitým a karamelovým tónem. Chuť je kratší, lehká, s harmonickým poměrem kyselin. Víno odrůdy Lena se hodí k jídlům asijské kuchyně, není příliš vhodné k archivaci. Hrozny je možné využít pro přímý konzum.